# كلير أميرة بلجيكا
كلير أميرة بلجيكا (بالإنجليزية: Princess Claire of Belgium)‏ (18 يناير 1974) هي زوجة لوران أمير بلجيكا من عام 2003.